# Kilikia Erywań
Kilikia Erywań (orm. „Կիլիկիա“ Ֆուտբոլային Ակումբը Երեւան, "Kilikia" Futbolajin Akumby Jerewan) – ormiański klub piłkarski z siedzibą w stolicy kraju, Erywaniu.

## Historia
Chronologia nazw:
- 1992–1993: Homenetmen Erywań (orm. ՀՄՆՄ Երեւան)
- 1994: AOSS Erywań (orm. ՀՄՆՄ Երեւան)
- 1995: Homenetmen Erywań (orm. ՀՄՆՄ Երեւան)
- 1995–1999: Pjunik Erywań (orm. «Փյունիկ» Երեւան)
- od 1999: Kilikia Erywań (orm. «Կիլիկիա» Երեւան)

Klub Piłkarski w Erywaniu o nazwie Ormiański Ogólny Sportowy Związek, w skrócie HMNM - "Homenetmen" został założony w 1992 przed rozpoczęciem pierwszych Mistrzostw niepodległej Armenii. Został historycznym pierwszym mistrzem Armenii razem z Szirak Giumri w 1992 roku, wygrywając rozgrywki w swoich grupach. W 1995 klub zmienił nazwę na Pjunik Erywań (nie mylić z klubem Pjunik Erywań). Pjunik w języku ormiańskim to mityczny ptak Feniks. W 1999 przyjął obecną nazwę Kilikia Erywań. W 2001 po pierwszym meczu z Pjunik Erywań przegranym 2:3, na znak protestu klub zrezygnował z dalszych rozgrywek. W 2002 startował w rozgrywkach drugiej ligi (Aradżin chumb). Po dwóch sezonach w 2004 powrócił do elity ormiańskiej piłki.

## Sukcesy
- Mistrzostwo Armenii:
  - mistrz (1992, 1995/96, 1996/97)
  - wicemistrz (1994, 1995)
- Puchar Armenii:
  - zdobywca (1995/96)
  - finalista (1992, 1996/97, 2005)
- Superpuchar Armenii:
  - zdobywca (1998)
  - finalista (1997)

## Europejskie puchary
Legenda do wszystkich tabel:
- Q – runda eliminacyjna, 1/16, 1/8, 1/4, 1/2 – odpowiednia faza rozgrywek, Grupa – runda grupowa, 1r gr – pierwsza runda grupowa, 2r gr – druga runda grupowa, F – finał, R – runda, PO – play-off
- k. – rzuty karne, los. – losowanie, Dogr. – dogrywka, w. – zasada bramek strzelonych na wyjeździe

| Sezon | Rozgrywki        | Runda | Klub           | Dom | Wyjazd | Ogólnie |
| ----- | ---------------- | ----- | -------------- | --- | ------ | ------- |
| 2006  | Puchar Intertoto | 1R    | Dinamo Tbilisi | 0–3 | 1–5    | 1–8     |